# L'Homme à tout faire (film, 1976)
Pour l’article homonyme, voir L'Homme à tout faire.
Pour plus de détails, voir Fiche technique et Distribution.
L'Homme à tout faire est un film suisse réalisé par Thomas Koerfer, sorti en 1976.

## Synopsis
Dans la Suisse du début du XXe siècle, un chômeur rentre au service d'un inventeur. Il se retrouve à la fois domestique et confident de la maîtresse de maison, empêtré dans son univers intérieur.

## Fiche technique
- Titre original : Der Gehülfe
- Réalisation : Thomas Koerfer
- Scénario :  Dieter Feldhausen, Thomas Koerfer d'après un roman de Robert Walser
- Photographie : Renato Berta
- Montage : Georg Janett
- Costumes : Sylvia De Stoutz
- Son : Pierre Gamet
- Durée : 122 minutes
- Dates de sortie : 
  - Allemagne : juin 1976 (Festival international du film de Berlin)
  - Canada: 18 octobre 1976 (Festival international du film de Toronto)
  - France :17 mai 1978

## Distribution
- Paul Burian : Joseph Marti
- Verena Buss : Frau Tobler
- Ingold Wildenauer : Karl Tobler
- Wolfram Berger : Wirsich
- Hannelore Hoger : Klara
- Nikola Weisse : Pauline
- Lucie Avenay
- Jürgen Cziesla
- Gerhard Dorfer : Dr Specker

## Distinctions
- Primé au Festival international du film de Berlin[1]